# Conepatus humboldtii
El zorrino o chingue de la Patagonia (Conepatus humboldtii) es una especie de mamífero carnívoro de la familia Mephitidae. Se distribuye en la Patagonia del sur de la Argentina y de Chile.

## Subespecies
Se reconocen como válidas las siguientes subespecies:
- Conepatus humboldtii castaneus (d'Orbigny and Gervais, 1847)
- Conepatus humboldtii humboldtii Gray, 1837
- Conepatus humboldtii proteus Thomas, 1902